# Montague (Kalifornia)
Montague város az USA Kalifornia államában, Siskiyou megyében. Lakosainak száma 1226 fő (2020. április 1.).

## Népesség
A település népességének változása:

| 2010 | 1 443 |
| 2020 | 1 226 |